# Fernand Pelloutier
Pour les articles homonymes, voir Pelloutier.
Fernand Léonce Émile Pelloutier (Paris, 1er octobre 1867 – Sèvres (Seine-et-Oise), 13 mars 1901,), est un militant syndicaliste révolutionnaire socialiste et libertaire français,.
Secrétaire général, en 1895, de la Fédération des Bourses du travail, il est une des grandes figures du syndicalisme et de l'anarchisme français au XIXe siècle.

## Biographie
Fernand Pelloutier est le fils de Saint-Ange Adrien Léonce Pelloutier, commis principal des Postes et Télégraphes, et de Marie Amélie Couillaud. Petit-fils de Léonce Pelloutier, il est le frère de Maurice Pelloutier.
Esprit rebelle dans une famille de tradition monarchiste, Fernand Pelloutier arrête ses études après un échec au baccalauréat et devient journaliste en 1886.
D'abord attiré par les idées républicaines, il rallie ensuite le socialisme et adhère, en 1892, au Parti ouvrier de Jules Guesde. Il écrit, avec Aristide Briand, une brochure intitulée De la révolution par la grève générale. Il est ensuite séduit par les idées anarchistes.
Élu secrétaire de la Fédération des bourses du travail en 1895, Pelloutier critique la stratégie terroriste de Ravachol et préfère développer les bourses du travail. Sous sa direction, leur nombre progresse fortement, passant de 33 en 1894, à 81 en 1901. Par leur vocation et leur fonction, ces lieux apparaissent aux yeux des exploités plus efficaces et plus pragmatiques que les simples syndicats de métier. Pour Pelloutier, les bourses du travail sont l'expression du syndicalisme intégral. Pensées comme des organisations de solidarité, elles sont dotées de divers services de mutualité : bureaux de placement, caisses de solidarité, caisses de maladie, de chômage, de décès…
On y trouve aussi des bibliothèques destinées à permettre aux travailleurs de mieux comprendre leur situation par les lectures d'Adam Smith, Proudhon, Marx, Kropotkine, Zola, Bakounine… Pelloutier y organise également des cours du soir.
Il s'attachera autant à développer les bourses qu'à maintenir leur autonomie dans le cadre de la CGT.
Adepte de l'autonomie ouvrière, il remit à l'ordre du jour les enseignements de Proudhon et de Bakounine, et est reconnu à ce titre comme un actualisateur de la pensée anarchiste. Après avoir eu toute sa vie des problèmes de santé, Pelloutier meurt prématurément et dans le dénuement en 1901. Sa tombe se trouve au cimetière des Bruyères (Sèvres).

## Pelloutier et la grève générale
Méthode de lutte, la grève générale expropriatrice est pour Fernand Pelloutier « un mouvement, sinon violent, du moins actif, tendant à annihiler la résistance du capitalisme et de ses moyens de coercition : pour cela, il évitera de prendre la forme d'une insurrection, trop facilement réductible militairement, ou d'une épreuve de force financière qui verrait nécessairement la défaite du prolétariat. Elle ne débouchera pas sur un pouvoir socialiste, mais sur une société de type absolument nouveau, reposant sur la libre association de producteurs. C'est que la grève générale devant être une révolution de partout et de nulle part, la prise de possession des instruments de production devant s'y opérer par quartier, par rue, par maison, pour ainsi dire, plus de constitution possible d'un « gouvernement insurrectionnel » d'une « dictature prolétarienne », plus de « foyer » à l'émeute, plus de « centre » à la résistance ; l'association libre de chaque groupe de boulangers dans chaque boulangerie ; de chaque groupe de serruriers dans chaque atelier de serrurerie ; en un mot, la production libre »,.

## Hommage
Depuis 1932 la rue Fernand Pelloutier lui rend hommage à Paris 17e.
D'autres voies portent son nom dans les villes de Puteaux, Boulogne-Billancourt, Clichy, Villejuif, Choisy-le-Roi, Creil, Grenoble, Nîmes, Quimper, Toulon,  Toulouse, Tours et Nantes.

### Œuvres
- Pelloutier Fernand et Pelloutier Maurice, 1900, La vie ouvrière en France, Paris : Schleicher frères, 344 p.
- Fernand Pelloutier, Histoire des bourses du travail : origine, institutions, avenir, 1921, (ouvrage posthume), Paris, Alfred Costes Éditeur, [lire en ligne] ; Réédition Phénix éditions, coll. bibliothèque libertaire & anarchiste, 2001, 340 p.  (ISBN 2-7458-0671-8).
- Pelloutier Fernand, 1921, Les syndicats en France, Paris : éd. de la Librairie du Travail ; Nancy : impr. ouvrière de la région de l'est, 30 p.
- Pelloutier Fernand, L'art et la révolte (conférence faite le 30 mai 1896) ; Choix d'articles à thème littéraire ; Le musée du travail, éd. établie et annotée par Jean-Pierre Lecercle, Paris : Place d'armes, impr. 2002
- « Pelloutier Fernand, préface de Guillaume Goutte, Aux anarchistes, nada éditions », 112 P.

### Filmographie
- Fernand Pelloutier et les bourses du travail, documentaire de Patrice Spadoni, 59min, 2002

### Études
- 1967 : Maurice Foulon, Fernand Pelloutier, précurseur du syndicalisme fédéraliste, fondateur des Bourses du travail : le Livre du centenaire, Paris, La Ruche ouvrière, 190 p., in-16 — Contient en appendice : Lettre aux anarchistes, 12 décembre 1899, par Fernand Pelloutier.
- 1970 : F.F. Ridley, Revolutionary Syndicalism in France, Cambridge
- 1971 : Jacques Julliard, Fernand Pelloutier et les origines du syndicalisme d'action directe, Paris
- 1971 : Peter Stearns, Revolutionary Syndicalism and French Labor: A Cause without Rebels, New Brunswick
- 1985 : Peter Schöttler, Naissance des bourses du travail. Un appareil idéologique d'État à la fin du XIXe siècle, Paris
- 1987 : Barbara Mitchell, The Practical Revolutionaries. A New Interpretation of the French Anarchosyndicalists, New York
- (en) Robert Graham, Anarchism : A Documentary History of Libertarian Ideas, From Anarchy to Anarchism (300 CE to 1939), volume I, Black Rose Books, 2005, « texte intégral ».

### Articles
- Jacques Julliard, Proudhon, Pelloutier, Ravachol... Le fond de l'air est libertaire, Le Nouvel Observateur, no 2250, 20 décembre 2007, « texte intégral »(Archive.org • Wikiwix • Archive.is • Google • Que faire ?).

## Radio
- Jean Lebrun, Philippe Pelletier, Les anarchistes : le moment terroriste, et après ?, France Inter, 26 novembre 2015, « écouter en ligne ».

## Notices
- « Fernand Pelloutier », Dictionnaire biographique du mouvement ouvrier français, « Le Maitron ».
- « Fernand Pelloutier », Dictionnaire des anarchistes, « Le Maitron ».
- « notice biographique », L'Éphéméride anarchiste.
- « notice biographique », Encyclopédie Larousse en ligne.